# Centre hospitalier régional de Metz-Thionville
Le centre hospitalier régional de Metz-Thionville (CHR Metz-Thionville) est un établissement hospitalier qui est le plus important du département de la Moselle.

## Historique
Élevé au rang de centre hospitalier régional en 1977 par Simone Veil, alors ministre de la santé, l’établissement est issu de la fusion du centre hospitalier de Metz et du centre hospitalier de Thionville.
Le centre Félix-Maréchal ouvre ses portes en 1978 et les maisons de retraite Saint-Jean et Le Parc en 1986.
Il développe une activité importante dans le domaine cardio-vasculaire (cardiologie, chirurgie cardiaque et vasculaire, cardiologie interventionnelle),, et est centre référent interrégional de prise en charge des grands brûlés. Son conseil d’administration est présidé par le maire de Metz. Ses directeurs généraux ont successivement été : Pierre Cerruti, Gérard Decour, Jean Marie Leclerc, Patrick Guillot, Véronique Anatole-Touzet, Marie-Odile Saillard.
Le président de la commission médicale d’établissement est le docteur Gäel Cinquetti.
Depuis l’été 2007, dans le cadre des restructurations hospitalières, le Centre hospitalier de Briey (Meurthe-et-Moselle) s’est fortement rapproché du CHR, dans une perspective de coopération.
Depuis la fin du printemps 2009, la direction générale du CHR de Metz-Thionville a pris en charge les hôpitaux publics de l’Est Mosellan, à la demande de l’ARH de Lorraine, dirigée par le docteur Jean-Yves Grall.
Dans le même temps, le CHR a regroupé ses activités de maternité et de pédiatrie de Metz avec celles de l’hôpital privé Sainte-Croix au sein d’un syndicat interhospitalier, le SIH « Femme Mère Enfant », de fait géré intégralement par le CHR. Ce Syndicat a été dissous le 31 décembre 2008. Le CHR a donc intégré toutes ces activités et construit actuellement un nouvel hôpital sur le site de Mercy, à l’est de Metz. 
En octobre 2010, le service de chirurgie cardiaque de Metz-Bonsecours a fait l’objet d’une fermeture en urgence, à la suite de la surmortalité constatée dans le service du Dr Roux.
En 2012, le CHR Metz-Thionville accueille plus de 110 000 passages aux urgences adultes, enfants et gynéco-obstétriques.
Le 18 novembre 2013, s'est tenue une première conférence médicale inter-établissement CHR Metz-Thionville et HIA Legouest, à l'Hôpital d’instruction des armées Legouest, en vue du rapprochement et de la constitution d'équipes médicales civilo-militaires de territoire, prévues par le Projet Service de Santé des Armées 2020.
En 2016, le CHR Metz-Thionville devient l'établissement support du Groupement Hospitalier de Territoire Lorraine Nord (GHT 6).

## Composition
À Metz :
- l’hôpital Notre-Dame-de-Bon-Secours (jusqu'en 2012) ;
- l’hôpital-maternité Sainte-Croix (jusqu'en 2012) ;
- l’hôpital Félix-Maréchal ;
- les maisons de retraite : « Le Parc » et « Saint Jean » ;
- les écoles de formation paramédicale ;
- l’hôpital de Mercy.

À Thionville :
- l’hôpital Bel-Air[10] ;
- les écoles de formation paramédicale.

À Hayange:
- l'hôpital de Hayange.

## Chiffres
Le centre hospitalier régional Metz-Thionville dispose de :
- 2 043 lits et places (2019[11]) ;
- 628 000 personnes accueillies en un an ;
- Effectifs : 6 300, dont 800 médecins (2017[12]).

## Organisation
- Urgences : chef de service, François Braun.